# Бертокур ле Дам
Бертокур ле Дам (фр. Berteaucourt-les-Dames) насеље је и општина у североисточној Француској у региону Пикардија, у департману Сома која припада префектури Амјен.
По подацима из 2011. године у општини је живело 1.141 становника, а густина насељености је износила 245,91 становника/km². Општина се простире на површини од 4,64 km². Налази се на средњој надморској висини од 28 метара (максималној 122 m, а минималној 24 m).

## Демографија
| 1962. | 1968. | 1975. | 1982. | 1990. | 1999. | 2011. |
| ----- | ----- | ----- | ----- | ----- | ----- | ----- |
| 1.092 | 1.149 | 1.067 | 1.044 | 1.116 | 1.109 | 1.141 |

График промене броја становника у току последњих година